# 크리스토퍼 앳킨스
크리스토퍼 앳킨스 보먼(영어: Christopher Atkins Bomann, 1961년 2월 21일 ~ )는 미국의 배우이다.

## 출연 작품
- 더 스패로우: 네스팅 (2015)
- 어 호스 포 썸머 (2015)
- 더 언라이클리즈 (2015)
- 하드 라이드 (2015)
- 이블 아이덴티티 (2015)
- 가디언 엔젤 (2014)
- 크레이지 카인드 오브 러브 (2013)
- 블루라군 : 더 어웨이크닝 (2012)
- 세도나 (2011)
- 최민수의 어쌔씬 코드 (2011)
- 엑소더스 폴 (2010)
- 포겟 미 낫 (2009)
- 블라인드 앰비션 (2008)
- 쥬라기 타임트랙  (2008)
- 케이브드 인 (2006)
- 퀴글리 (2003)
- 13번째 아이 (2002)
- 데들리 딜루전스 (1999)
- 테러 인 리마 (1999)
- 뮤츄얼 니즈 (1997)
- 이별 파티 (1996)
- 샤도우체이서 3 (1995)
- 불레트 (1994, Signal One)
- 드라큐라의 부활 (1993)
- 안나 이야기 (1993)
- 위험한 유혹 (1992)
- 라이프가드 (1992)
- 엑스트라 라지 - 마이애미 킬러 (1991)
- 도박사 트레이시 (1991)
- 샤크마 (1990)
- 모의 법정 (1989)
- 새들의 반란 (1987)
- 암호 속의 여인들 (1985)
- 천국의 낙원 (1983)
- 해적 (1982)
- 블루 라군 (1980)

### 텔레비전
- 댈러스 (1983-84)